# George Florescu
George Florescu (sinh ngày 21 tháng 5 năm 1984 ở Cluj-Napoca) là một cầu thủ bóng đá người România thi đấu ở vị trí tiền vệ phòng ngự cho Universitatea Cluj.

## Sự nghiệp

### Câu lạc bộ
Vào ngày 23 tháng 6 năm 2015, Florescu ký bản hợp đồng 1,5 năm cùng với đội bóng tại Giải bóng đá ngoại hạng Azerbaijan Gabala FK.

### Omonia Nicosia
Vào ngày 20 tháng 8 năm 2016, anh ký hợp đồng với AC Omonia ở Síp. Anh có 48 lần ra sân cho câu lạc bộ. Vào ngày 26 tháng 5 năm 2017, câu lạc bộ thông báo rằng cuối mùa giải, cầu thủ này sẽ bị giải phóng.

## Thống kê sự nghiệp
Tính đến trận đấu diễn ra ngày 21 tháng 11 năm 2015
| Câu lạc bộ          | Mùa giải            | Giải vô địch                          | Giải vô địch | Giải vô địch | Cúp Quốc gia | Cúp Quốc gia | Cúp Liên đoàn | Cúp Liên đoàn | Châu lục | Châu lục  | Khác    | Khác      | Tổng cộng | Tổng cộng |
| Câu lạc bộ          | Mùa giải            | Hạng đấu                              | Số trận      | Bàn thắng    | Số trận      | Bàn thắng    | Số trận       | Bàn thắng     | Số trận  | Bàn thắng | Số trận | Bàn thắng | Số trận   | Bàn thắng |
| ------------------- | ------------------- | ------------------------------------- | ------------ | ------------ | ------------ | ------------ | ------------- | ------------- | -------- | --------- | ------- | --------- | --------- | --------- |
| Universitatea Cluj  | 2001-02             | Divizia B                             | 3            | 1            |              |              | -             | -             | -        | -         | -       | -         | 3         | 1         |
| Universitatea Cluj  | 2002-03             | Divizia B                             | 11           | 9            |              |              | -             | -             | -        | -         | -       | -         | 11        | 9         |
| Universitatea Cluj  | 2003-04             | Divizia B                             | 24           | 5            |              |              | -             | -             | -        | -         | -       | -         | 24        | 5         |
| Universitatea Cluj  | Tổng cộng           | Tổng cộng                             | 38           | 15           | 0            | 0            | 0             | 0             | 0        | 0         | 0       | 0         | 38        | 15        |
| Sheriff Tiraspol    | 2004-05             | Giải bóng đá vô địch quốc gia Moldova | 23           | 0            |              |              | -             | -             | 4        | 0         | -       | -         | 27        | 0         |
| Sheriff Tiraspol    | 2005-06             | Giải bóng đá vô địch quốc gia Moldova | 21           | 3            |              |              | -             | -             | 4        | 1         | -       | -         | 25        | 4         |
| Sheriff Tiraspol    | 2006-07             | Giải bóng đá vô địch quốc gia Moldova | 7            | 2            |              |              | -             | -             | 4        | 0         | -       | -         | 11        | 2         |
| Sheriff Tiraspol    | Tổng cộng           | Tổng cộng                             | 51           | 5            | 0            | 0            | 0             | 0             | 12       | 1         | 0       | 0         | 63        | 6         |
| Torpedo Moscow      | 2006                | Giải bóng đá ngoại hạng Nga           | 10           | 0            | 0            | 0            | -             | -             | -        | -         | -       | -         | 10        | 0         |
| Torpedo Moscow      | 2007                | Russian National Giải vô địch         | 34           | 9            | 1            | 0            | -             | -             | -        | -         | -       | -         | 35        | 9         |
| Torpedo Moscow      | Tổng cộng           | Tổng cộng                             | 44           | 9            | 1            | 0            | 0             | 0             | 0        | 0         | 0       | 0         | 45        | 9         |
| Midtjylland         | 2007-08             | Danish Superliga                      | 15           | 2            |              |              | -             | -             | -        | -         | -       | -         | 15        | 2         |
| Midtjylland         | 2008-09             | Danish Superliga                      | 22           | 1            |              |              | -             | -             | 3        | 1         | -       | -         | 24        | 2         |
| Midtjylland         | 2009-10             | Danish Superliga                      | 17           | 0            |              |              | -             | -             | -        | -         | -       | -         | 17        | 0         |
| Midtjylland         | Tổng cộng           | Tổng cộng                             | 54           | 3            | 0            | 0            | 0             | 0             | 3        | 1         | 0       | 0         | 57        | 4         |
| Alania Vladikavkaz  | 2010                | Giải bóng đá ngoại hạng Nga           | 20           | 1            | 3            | 0            | -             | -             | -        | -         | -       | -         | 23        | 1         |
| Arsenal Kyiv        | 2011–12             | Giải bóng đá ngoại hạng Ukraina       | 22           | 2            | 3            | 0            | -             | -             | -        | -         | -       | -         | 25        | 2         |
| Arsenal Kyiv        | 2012–13             | Giải bóng đá ngoại hạng Ukraina       | 10           | 0            | 1            | 0            | -             | -             | -        | -         | -       | -         | 11        | 0         |
| Arsenal Kyiv        | Tổng cộng           | Tổng cộng                             | 32           | 2            | 4            | 0            | 0             | 0             | 0        | 0         | 0       | 0         | 36        | 2         |
| Astra Giurgiu       | 2012–13             | Liga I                                | 6            | 0            | 2            | 0            | -             | -             | -        | -         | -       | -         | 8         | 0         |
| Dynamo Moscow       | 2013–14             | Giải bóng đá ngoại hạng Nga           | 3            | 1            | 0            | 0            | -             | -             | -        | -         | -       | -         | 3         | 1         |
| Astra Giurgiu       | 2014–15             | Liga I                                | 18           | 0            | 1            | 0            | 3             | 0             | 6        | 1         | -       | -         | 28        | 1         |
| Gabala              | 2015–16             | Giải bóng đá ngoại hạng Azerbaijan    | 1            | 0            | 0            | 0            | -             | -             | 3        | 0         | -       | -         | 4         | 0         |
| Tổng cộng sự nghiệp | Tổng cộng sự nghiệp | Tổng cộng sự nghiệp                   | 267          | 36           | 14           | 0            | 3             | 0             | 24       | 3         | 0       | 0         | 308       | 39        |

### Quốc tế
| România   | România | România   |
| Năm       | Số trận | Bàn thắng |
| --------- | ------- | --------- |
| 2010      | 6       | 1         |
| 2011      | 2       | 0         |
| 2012      | 2       | 0         |
| Tổng cộng | 10      | 1         |

Thống kê chính xác đến trận đấu diễn ra ngày 5 tháng 6 năm 2012

### Bàn thắng quốc tế
Tỉ số và kết quả liệt kê bàn thắng của Nigeria trước
| Bàn thắng | Ngày               | Địa điểm                                         | Đối thủ  | Tỉ số | Kết quả | Giải đấu | Nguồn |
| --------- | ------------------ | ------------------------------------------------ | -------- | ----- | ------- | -------- | ----- |
| 1.        | 5 tháng 6 năm 2010 | Jacques Lemans Arena, Sankt Veit an der Glan, Áo | Honduras | 2–0   | 3–0     | Giao hữu | [ 7 ] |

## Danh hiệu
Sheriff Tiraspol
- Giải bóng đá vô địch quốc gia Moldova: 2004–05, 2005–06
- Cúp bóng đá Moldova: 2005–06
- Moldovan Super Cup: 2004, 2005

Midtjylland
- Danish Superliga: Á quân 2007–08

Alania Vladikavkaz
- Cúp bóng đá quốc gia Nga: Á quân 2010–11